# Filipe Zau
Filipe Silvino de Pina Zau (Lisboa, 2 de novembro de 1950) é um educador, pesquisador-docente universitário, escritor, compositor, músico e político angolano. É o Ministro da Cultura da República de Angola desde 2021 e vice-presidente da Academia Angolana de Letras desde 2020.

## Biografia
Filipe Zau nasceu em Lisboa dado a profissão de seu pai, um natural de Cabinda que à época era marítimo. Sua mãe era cabo-verdiana.
Concluiu seus estudos de bacharel em ciências da educação em 1971 em Portugal. Desembarcou em Luanda no dia 1 de abril de 1975. Na cidade contacta com músicos portugueses como Fausto, Zeca Afonso e a sua mulher Zélia, Vitorino Salomé e Sérgio Godinho. Passou a tocar em grupos como o Duo Ouro Negro e a banda "Alerta Está", que dava concertos pelos quartéis. Um dos seus colegas foi o baterista Guilherme Inês, com quem tocou na banda Zoo, além do cantor José Cid.
Foi nomeado chefe do Departamento de Superação da Direcção Nacional de Formação de Quadros de Ensino do Ministério da Educação da República de Angola de 1979 até 1984. Parte para o Brasil onde licencia-se em pedagogia pelo Centro Universitário de Brasília (UNICEUB). Retorna a Luanda e reassume o Departamento de Superação entre 1988 e 1990.
Foi nomeado como adido cultural na Embaixada de Angola em Portugal, desempenhando funções entre 1990 e 1996, onde assume a coordenação da representação angolana para a elaboração do Acordo Ortográfico de 1990. No período em terras lusitanas especializa-se em estudos superiores especializados em administração escolar (1994) pelo Instituto Superior de Lisboa e Vale do Tejo (ISCE).
A partir de 1996 passa a se dedicar à música, composição e escrita, com a gravação da opereta intitulada "O Canto da Sereia: o Encanto" em homenagem ao seu pai e em que foi co-autor com Filipe Mukenga. Nesse ano lança o disco "Luanda Lua e Mulher", com a cantora Celina Pereira gravando "Raiva di vulcão", canção de letra de Filipe Zau e música de Filipe Mukenga, no seu disco "Harpejos e gorgeios" de 1998. Paralelamente conclui, em 1999, o mestrado em relações interculturais pela Universidade Aberta de Portugal.
No campo da literatura e da investigação científica foram lançados as obras lítero-musicais pelas editoras Lusafrica, Da Banda e AUTORES.club, respectivamente: "Encanto de um Mar que eu Canto", em 1996, "Meu Canto à Razão e à Quimera das Circunstancias", em 2005 — ambos de poesia, e o áudio-livro "Marítimos Africanos e um Clube com História" (2005) e a sua sequência "Marítimos", em 2020.
Filipe Zau e Filipe Mukenga receberam o prémio Common Ground Music Award de 2008, atribuído pela associação Search for Common Ground, em maio de 2008, durante a sessão de apresentação do CD "Angola solta a tua voz", onde os dois músicos também colaboraram. Ambos colaboraram ainda com a Associação Unidos do Caxinde em "Os Nossos Reis", música do Carnaval de Luanda 2008.
O hino "Angola, país de futuro", elaborado para o Campeonato Africano das Nações de 2010, é da autoria da dupla Filipe Mukenga e Filipe Zau, acompanhados pela banda Maravilha.
Em 2010 torna-se conselheiro com as funções de Assessor para os Assuntos de Educação, Cultura e Desportos na Comunidade dos Países de Língua Portuguesa (CPLP) e consultor do Programa das Nações Unidas para o Desenvolvimento para a elaboração do Relatório de Angola e para acompanhamento dos Objetivos de Desenvolvimento do Milênio até 2011, assessorando a Casa Civil da Presidência da República de Angola.
Passa a compor os quadros da Universidade Independente de Angola (UNIA), tornando-se, durante a década, vice-reitor e reitor da instituição, bem como professor da Faculdade de Ciências Sociais da Universidade Agostinho Neto (UAN). Em 2020 conclui seu doutorado em ciências da educação pela Universidade Aberta de Portugal.
Em 2021 tornou-se embaixador da boa vontade da CPLP para a língua portuguesa e foi nomeado Ministro da Cultura da República de Angola.

## Obra editada

### Livros
- Encanto de um Mar que eu Canto (poesia, Universitária, 1996)
- Meu canto à razão e à quimera das circunstâncias (poesia, Universitária, 2005)
- Marítimos africanos e um clube com história (2007)
- Notas fora da pauta (prosa, Chá de Caxinde/Prefácio, 2007)
- Angola – Trilhos para o Desenvolvimento (tese; Universidade Aberta)
- Educação em Angola. Novos Trilhos de Desenvolvimento (tese, Movilivros, 2009)

### Discografia
- Congresso/Tania (Single, CDA, 197)
- Luanda Lua e Mulher (CD, Strauss, 1996)